# ساندي (أوريغون)
ساندي هي مدينة في مقاطعة كلاكماس في ولاية أوريغون الأمريكية وسميت على نهر ساندي القريب.

## التركيبة السكانية
حدّد مكتب تعداد الولايات المتحدة بيانات التركيبة السكانية لساندي في تعداد الولايات المتحدة. في ما يلي، التركيبة السكانية حسب تعدادي 2000 و2010.

### تعداد عام 2000
بلغ عدد سكان ساندي 5,385 نسمة بحسب تعداد عام 2000، وبلغ عدد الأسر 1,956 أسرة وعدد العائلات 1,432 عائلة مقيمة في المدينة. في حين سجلت الكثافة السكانية 580.3 نسمة لكل كيلومتر مربع (1,503.0/ميل2). وبلغ عدد الوحدات السكنية 2,080 وحدة بمتوسط كثافة قدره 224.1 لكل كيلومتر مربع (580.4/ميل2).
وتوزع التركيب العرقي للمدينة بنسبة 93.91% من البيض و0.15% من الأمريكيين الأفارقة و1.15% من الأمريكيين الأصليين و0.74% من الأمريكيين ذوي الأصول الآسيوية و0.26% من سكان جزر المحيط الهادئ و1.65% من الأعراق الأخرى و2.14% من عرقين مختلطين أو أكثر و4.09% من الهسبانيون أو اللاتينيون من أي عرق.
بلغ عدد الأسر 1,956 أسرة كانت نسبة 45.3% منها لديها أطفال تحت سن الثامنة عشر تعيش معهم، وبلغت نسبة الأزواج القاطنين مع بعضهم البعض 56% من أصل المجموع الكلي للأسر، ونسبة 12.1% من الأسر كان لديها معيلات من الإناث دون وجود شريك، بينما كانت نسبة 5.1% من الأسر لديها معيلون من الذكور دون وجود شريكة وكانت نسبة 26.8% من غير العائلات. تألفت نسبة 21.4% من أصل جميع الأسر من عدة أفراد يعيشون في نفس المنزل ونسبة 8.1% كانت تتألف من شخص يعيش بمفرده يبلغ من العمر 65 عاماً أو أكثر. وبلغ متوسط حجم الأسرة المعيشية 2.74، أما متوسط حجم العائلات فبلغ 3.18.
بلغ العمر الوسطي للسكان 32.5 عاماً. وكانت نسبة 30.9% من القاطنين تحت سن الثامنة عشر، وكانت نسبة 8.3% بين الثامنة عشر والرابعة والعشرين عاماً، ونسبة 31.3% كانت واقعةً في الفئة العمرية ما بين الخامسة والعشرين والرابعة والأربعين عاماً، ونسبة 20.7% كانت ما بين الخامسة والأربعين والرابعة والستين، ونسبة 8.3% كانت ضمن فئة الخامسة والستين عاماً فما فوق. يوجد لكل 100 أنثى 97.1 ذكر، ويوجد لكل 100 أنثى في الثامنة عشر من عمرها فما فوق 94.3 ذكر.
بلغ متوسط دخل الأسرة في المدينة 42,115 دولارًا، أما متوسط دخل العائلة فبلغ 52,543 دولارًا. وكان متوسط دخل الذكور 41,141 دولارًا مقابل 25,604 دولارًا للإناث. وسجل دخل الفرد الخاص بالمدينة 20,138 دولارًا. وكانت نسبة 3.8% من العائلات ونسبة 8.1% من السكان تحت خط الفقر، وكان من هؤلاء نسبة 10.3% تحت سن الثامنة عشر ونسبة 5.2% في الخامسة والستين من العمر وما فوق.

### تعداد عام 2010
بلغ عدد سكان ساندي 9,570 نسمة بحسب تعداد عام 2010، وبلغ عدد الأسر 3,567 أسرة وعدد العائلات 2,486 عائلة مقيمة في المدينة. في حين سجلت الكثافة السكانية 1,031.2 نسمة لكل كيلومتر مربع (2,670.8/ميل2). وبلغ عدد الوحدات السكنية 3,768 وحدة بمتوسط كثافة قدره 406 لكل كيلومتر مربع (1,051.5/ميل2).
وتوزع التركيب العرقي للمدينة بنسبة 90.03% من البيض و0.42% من الأمريكيين الأفارقة و1.30% من الأمريكيين الأصليين و1.23% من الأمريكيين ذوي الأصول الآسيوية و0.20% من سكان جزر المحيط الهادئ و3.42% من الأعراق الأخرى و3.41% من عرقين مختلطين أو أكثر و9.24% من الهسبانيون أو اللاتينيون من أي عرق.
بلغ عدد الأسر 3,567 أسرة كانت نسبة 40.6% منها لديها أطفال تحت سن الثامنة عشر تعيش معهم، وبلغت نسبة الأزواج القاطنين مع بعضهم البعض 51.7% من أصل المجموع الكلي للأسر، ونسبة 12.6% من الأسر كان لديها معيلات من الإناث دون وجود شريك، بينما كانت نسبة 5.4% من الأسر لديها معيلون من الذكور دون وجود شريكة وكانت نسبة 30.3% من غير العائلات. تألفت نسبة 23.5% من أصل جميع الأسر من عدة أفراد يعيشون في نفس المنزل ونسبة 10.1% كانت تتألف من شخص يعيش بمفرده يبلغ من العمر 65 عاماً أو أكثر. وبلغ متوسط حجم الأسرة المعيشية 2.68، أما متوسط حجم العائلات فبلغ 3.17.
بلغ العمر الوسطي للسكان 32.7 عاماً. وكانت نسبة 29% من القاطنين تحت سن الثامنة عشر، وكانت نسبة 8.8% بين الثامنة عشر والرابعة والعشرين عاماً، ونسبة 29.5% كانت واقعةً في الفئة العمرية ما بين الخامسة والعشرين والرابعة والأربعين عاماً، ونسبة 22.5% كانت ما بين الخامسة والأربعين والرابعة والستين، ونسبة 10.2% كانت ضمن فئة الخامسة والستين عاماً فما فوق. وتوزع التركيب الجنسي للسكان بنسبة 48.9% ذكور و51.1% إناث.